# Österreichischer Heimatschutz

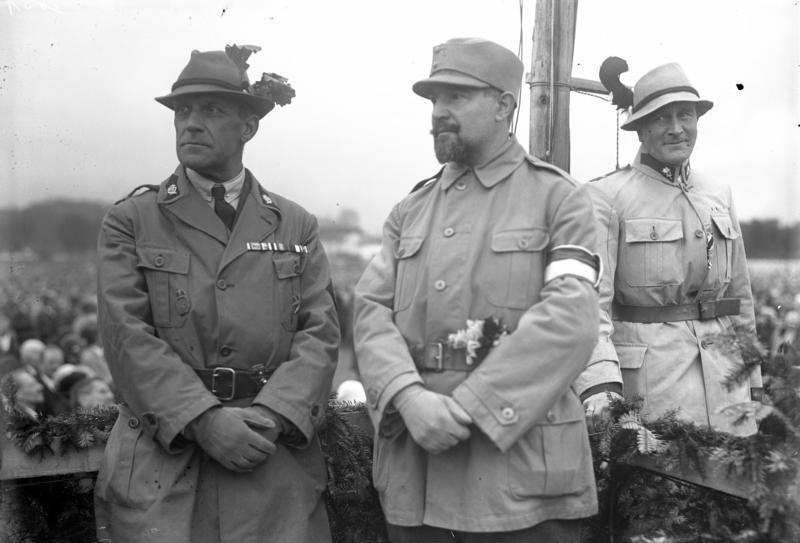
Der Bundesführer der österreichischen Heimwehr Richard Steidle (Mitte), der stellvertretende steirische Führer Reinhart Bachofen von Echt (links) und der steirische Kreisführer Hans von Pranckh (rechts hinten), Foto auf der Heimwehr-Tribüne auf der Neuklosterwiese beim Aufmarsch der Heimwehr und des Schutzbundes in Wiener Neustadt am 7. Oktober 1928

Der Österreichische Heimatschutz (Heimwehr) waren paramilitärische Formationen in der Zwischenkriegszeit in Österreich. Der Heimatschutz stand im Gegensatz zum sozialdemokratischen Schutzbund und betrieb überwiegend die Abschaffung der Demokratie und Republik, was 1934 mit der Einrichtung des Ständestaates eintrat.

## Vorgeschichte
Nach dem Ende des Ersten Weltkrieges mit der Auflösung von Österreich-Ungarn und der damit verbundenen Auflösung der Gemeinsamen Armee versuchten die Soldaten von den Frontgebieten in ihre jeweilige Heimat zu gelangen. Gezeichnet von Hunger und Frustration und großteils ohne Führung, verübten diese ehemaligen Soldaten bald Plünderungen und Übergriffe auf die Bevölkerung. Im Gegenzug bildeten sich teils örtliche Bürgerwehren gegen die durchziehenden Soldaten. In der Folge organisierten sich die Formationen politisch zu den rechten Heimwehren und dem linken Schutzbund.

## Geschichte
Im Oktober 1927 schlossen sich die Heimwehrverbände in Österreich zum Bund österreichischer Selbstschutzverbände zusammen und wählten den Tiroler Richard Steidle zum Bundesführer und den steirischen Walter Pfrimer zu dessen Stellvertreter. Die Ereignisse zum Wiener Justizpalastbrand am 15. Juli 1927 bewirkten ein Zusammenrücken der antidemokratischen, bürgerlichen und reaktionären Kräfte und einen Zusammenschluss auf gesamtösterreichischer Ebene. So kündigte im Juli 1927 Walter Pfrimer bei einer Rede in Anlehnung an Benito Mussolini mit dem Marsch auf Rom (1922) einen Marsch auf Wien an. Da aber der amtierende Bundeskanzler Ignaz Seipel sich 1920 an ausländische faschistische Regierungen und Organisationen um finanzielle Unterstützung für die Heimwehr gewandt hat, wäre dies ein Affront gegen den mehr als nur wohlgesinnten Bundeskanzler gewesen. Also wählte die Führung der Heimwehr das rote Wiener Neustadt im Industrieviertel, eine durch Fabriksansiedlungen bedingte Hochburg der Sozialdemokratie. Die Sozialdemokratie wollte mehrheitlich diesem Angriff entgegenstehen, was am 7. Oktober 1928 zum Aufmarsch der Heimwehr und des Schutzbundes in Wiener Neustadt führte und von Ignaz Seipel mit starken Verbänden der Gendarmerie und des Bundesheeres auseinandergehalten wurde und ohne Gewalttaten verlief.
Am 2. September 1930 wurde Ernst Rüdiger Starhemberg zum neuen Bundesführer gewählt. In der Folge kam es immer stärker zu Unstimmigkeiten über Fragen der Ideologie und politischen Strategie, während Starhemberg für eine eigene Heimwehrliste bei der Nationalratswahl 1930 eintrat, lehnte der Steirische Heimatschutz dies ab. Pfrimer war grundsätzlich gegen ein Antreten zur Wahl, sein Stabschef Rauter hingegen verfolgte die Idee eines Wahlbündnisses mit den Nationalsozialisten. Zur Diskussion einer solchen Zusammenarbeit traf Rauter Anfang Oktober 1930 mit dem Organisationsleiter der NSDAP, Gregor Strasser, zusammen. Schließlich trat die Liste Heimatblock getrennt von Christlichsozialen und Nationalsozialisten an. Bei der Wahl erreichte die Liste nur 6,25 Prozent der Stimmen, in Teilen der Steiermark jedoch deutlich mehr: Im Wahlkreis Obersteiermark erzielte man 16,9 Prozent und war in den politischen Bezirken Bruck an der Mur, Mürzzuschlag, Leoben und Judenburg die zweitstärkste Kraft. In diesem Wahlkreis gewann der Heimatblock auch sein österreichweit einziges Grundmandat. Es gingen zwei von acht Mandaten des Heimatblocks an steirische Vertreter, in Summe waren die Ergebnisse für die angebliche Volksbewegung jedoch enttäuschend. Bei den zeitgleich stattfindenden Landtagswahlen in der Steiermark war der Heimatblock wesentlich erfolgreicher und erreichte 12,5 Prozent (6 Mandate). August Meyszner wurde zum Landesrat gewählt.
Auch die deutschnationale Ausrichtung des Heimatschutzes und die Gegnerschaft zum Parteiensystem insgesamt trennten die Organisation immer mehr vom Bundesverband, der inhaltlich stärker den Christlichsozialen zuneigte. Der innere Zusammenhalt der Bewegung wurde immer schwächer, schließlich trat Starhemberg von seinem Amt zurück und überließ am 2. Mai 1931 Walter Pfrimer die Führung der österreichischen Heimwehren. Am 12. September 1931 versuchte Pfrimer mit dem Steirischen Heimatschutz die Machtergreifung (Pfrimer-Putsch), scheiterte jedoch.
Es gab auch den Freiheitsbund, den Christlichen Gewerkschaften verbunden, welcher primär gegen die Sozialdemokratie gerichtet war, aber gleichzeitig für die Erhaltung der Demokratie und für die Republik eintrat. Das Eintreten für Demokratie und die Republik belastete das Verhältnis zum Heimatschutz, weshalb der Freiheitsbund erst zum Ende 1928 dem Heimatschutz formell beitrat. Es kam zu scharfen Konflikten mit der steirischen Richtung des Heimatschutzes, weshalb der Wiener Freiheitsbund wieder aus dem Heimatschutz austrat. Josef Dengler vom niederösterreichischen Freiheitsbund nahm an der Heimwehrkundgebung am 18. Mai 1930 in Korneuburg teil, verweigerte jedoch die Ablegung des Korneuburger Eides.

## Bundesländer
Burgenland
- Am 30. Jänner 1927 kam es in Schattendorf zur Konfrontation zwischen der Frontkämpfervereinigung Deutsch-Österreichs und dem Schutzbund, wo zwei unbeteiligte Personen getötet wurden. In der Folge kam es gerichtlich (Schattendorfer Urteil) zu Freisprüchen zu den Tätern und in deren Folge zum Wiener Justizpalastbrand am 15. Juli 1927.

Niederösterreich
- Julius Raab wurde am 15. September 1928 Landesführer der Heimwehr und war am 3. Oktober 1928 an der Festlegung einer Trennlinie zum Aufmarsch der Heimwehr und des Schutzbundes in Wiener Neustadt beteiligt. Später wechselte Niederösterreich mit Julius Raab und Leopold Figl überwiegend zu den von Kurt Schuschnigg geleiteten Ostmärkischen Sturmscharen (1930–1936) über. Am 18. Mai 1930 kam es in Korneuburg zu einer Versammlung, wo ein Richtungsstreit stattfand, und der Korneuburger Eid abgelegt wurde.

Steiermark
- Steirischer Heimatschutz